# Voodoo Dice
Voodoo Dice è un videogioco rompicapo d'azione sviluppato dalla Exkee e distribuito dalla Ubisoft su Xbox Live Arcade, PlayStation Network e WiiWare. Il gioco uscì il 27 maggio 2010. In Voodoo Dice, il giocatore tira un dado per muoversi attraverso percorsi contenenti barriere, interruttori, nastri trasportatori e botole. Il gioco comprende 60 livelli per giocatore singolo e 20 livelli multigiocatore. Ci sono quattro modalità di gioco multigiocatore (arcade, corsa, bandiera e tattica). Nella modalità giocatore singolo, bisogna completare i livelli entro un certo limite di tempo per ottenere i trofei/obiettivi.